# Mobile Suit Gundam 0083: Stardust Memory
Mobile Suit Gundam 0083: Stardust Memory (機動戦士ガンダム0083 スターダストメモリー?, Kidō Senshi Gandamu 0083: Sutādasuto Memorī ,  "Gundam il Fante Mobile 0083 - Stardust Memory") è un OAV di 13 episodi prodotto dalla Sunrise nel 1991; appartiene alla saga dell'Universal Century di Gundam. Nel 1992 dall'OAV è stato tratto un film di montaggio di circa due ore, dal titolo L'ultima scintilla di Zeon (ジオンの残光,?, Jion no zankō). In Italia nel 1992 la Granata Press ne pubblicò l'anime comic, ed in seguito la Star Comics ne ha pubblicato l'adattamento manga di Mitsuru Kadoya in un unico tankōbon. Sia l'OAV che il film sono stati pubblicati in DVD dalla Dynit, rispettivamente nel 2010 e nel 2011.

## Generalità
Tecnicamente una delle migliori opere ambientate nell'Universal Century di Gundam, Stardust Memory è stata concepita come un necessario prequel alla serie Mobile Suit Z Gundam, creata sei anni prima, ma relativa a vicende ambientate circa quattro anni dopo, di cui spiega l'antefatto ed i presupposti narrativi. Ciò nonostante, l'opera si giustifica di per sé, con una trama ben sviluppata ed i personaggi principali sufficientemente approfonditi.

## Trama
Dopo la battaglia di A Baoa Qu, che segnò la capitolazione dell'esercito del Principato di Zeon e la vittoria della Federazione Terrestre nella Guerra di un anno, un gruppo di militari zeoniani al comando dell'Ammiraglio Aguille Delaz, tra cui l'asso Anavel Gato, riuscì a sottrarsi alla disfatta, giurando di vendicare la sconfitta in un secondo tempo.
Tre anni dopo, la corazzata federale di classe Pegasus denominata Albion, agli ordini del Capitano Ayper Synaps, parte per una missione segretissima verso la base australiana di Torrington, recando a bordo due nuovi modelli sperimentali di Gundam realizzati per la Federazione dalle industrie private Anaheim, il GP01 Zephyrantes ed il GP02A Physalis, quest'ultimo realizzato per fare uso di armi atomiche, vietate sin dalla firma del Trattato del Polo Sud.
Grazie ad alcune spie infiltrate all'Anaheim, i superstiti di Zeon sono venuti a sapere del progetto e Anavel Gato riesce ad introdursi nella base federale ed a trafugare il mobile suit armato con una testata nucleare. Al furto assistono, tra gli altri, Nina Purpleton (ingegnere dell'Anaheim e progettista dei due prototipi di Gundam) ed il cadetto Kō Uraki, che d'impulso sale sul GP01 per cercare di bloccare Gato. Benché dotato di talento, Uraki è troppo inesperto rispetto ad un veterano come Gato, che riesce a fuggire dalla base col GP02A.
Malgrado la pericolosità dell'azione nemica, l'esercito federale affida alla sola Albion il compito di recuperare il GP02A e le testate nucleari sottratte, per mantenere segreta la violazione del trattato; la caccia non ha successo e, malgrado l'annientamento della base clandestina in Africa dove Gato si era rifugiato, questi riesce a fuggire nello spazio ed a ricongiungersi con la flotta di Delaz.
Nello spazio avviene il confronto fra l'Albion, sempre all'inseguimento, e le forze di Delaz guidate dalla comandante Cima Garahow. Kō Uraki entra in battaglia col GP01 non ancora predisposto per battaglie a gravità 0 e soccombe. Dopo lo scontro, l'Albion si dirige alla città lunare di Von Braun per le riparazioni. Riconfigurato quindi il GP01 in modalità Full Vernier (cioè con la piena dotazione di motori vernier) per il combattimento nello spazio, Uraki affronta e distrugge il mobile armor Val-Varo prima che venga prelevato da Cima Garahow sulla Luna, ma questa riesce a fuggire. Liberatisi dagli inseguitori, Gato e Delaz danno nel frattempo il via all'Operazione Stardust: alla guida di una piccola unità di mobile suit, Gato col GP02A punta sull'annuale Parata della Vittoria che i federali organizzano attorno alla fortezza spaziale di Solomon (ora Konpei Island).
Superando le difese federali, Gato raggiunge Solomon e spara il proiettile atomico del GP02A, cancellando in un colpo solo due terzi della flotta federale. Kō Uraki raggiunge Gato e il GP01FV ed il GP02A si affrontano, distruggendosi a vicenda, benché i due piloti riescano a salvarsi. Sconfitta, l'Albion raggiunge la stazione orbitante della Anaheim La Vie en Rose per imbarcare allora il terzo modello sperimentale di Gundam, il GP03 Dendrobium, ma qui la polizia militare la prende in consegna, intimando al capitano dell'Albion di desistere dall'inseguimento. A questo punto l'equipaggio della nave si ribella e, caricato il GP03, riparte a caccia di Delaz e Gato. Intanto la flotta di Delaz attacca due colonie spaziali disabitate facendo sì che una cada verso la Luna.
Temendo che l'intento dei ribelli sia quello di distruggere Von Braun City, i federali radunano le sparpagliate forze rimaste ed accorrono per cercare di fermarla. Ma si tratta di una trappola: in base ad accordi precedentemente presi con Cima, dagli impianti Anaheim situati su Von Braun partono raggi laser ad alta energia che attivano i motori della colonia quel tanto che basta perché essa muti la sua rotta per dirigersi verso il quartier generale federale a Jaburo, sulla Terra. L'Albion e tutto ciò che resta della flotta federale accorrono per cercare di distruggere la colonia, ma tutti i loro tentativi sono frustrati dalle navi nemiche. Nemmeno Uraki con il potentissimo GP03 riesce a fare qualcosa, poiché ostacolato da Gato sul nuovo mobile armor Neue Ziel. La colonia supera così il punto di non ritorno e, attratta dalla gravità terrestre, è destinata a schiantarsi irrimediabilmente sulla Terra.
Le sorprese non sono però finite; Cima abborda la nave di Delaz e lo fa prigioniero. La donna ha fatto il doppio gioco, ed il suo voltafaccia permetterà al neocostituito corpo militare dei Titani di colpire la colonia prima che si schianti con un potente sistema di pannelli solari, il Solar System, deviandone così la rotta. Sebbene sia in ostaggio, Delaz ordina a Gato di attaccare il Solar System e Cima lo uccide. Gato colpisce quindi la nave di Cima, che però si salva salendo sul Gerbera Tetra, uno degli ultimi mobile suit realizzati dall'Anaheim. Mentre Cima fugge, Gato si dirige col Neue Ziel al Solar System e fa fuoco sulla nave di controllo. I Titani sparano ugualmente, ma privi di allineamento gli specchi non producono l'energia sufficiente a disintegrare la colonia, che li centra in pieno e prosegue la sua corsa. Cima attacca il GP03, ma un colpo del nuovo Gundam distrugge il Gerbera Tetra, uccidendola.
Il Neue Ziel e il GP03 quindi si affrontano senza che emerga un vincitore, mentre i Titani sparano ancora una volta con quanto rimane del Solar System distruggendo quanto restava della flotta di Delaz. Gato, ormai solo, continua a combattere sino alla fine col Neue Ziel, schiantandosi sul ponte di una corazzata mentre la colonia precipita in Nordamerica. La nave ed il suo equipaggio entrano a far parte dei Titani. Il comandante dell'Albion è riconosciuto colpevole di alto tradimento e condannato a morte.
Kō Uraki, condannato a un anno di reclusione, pochi mesi dopo viene graziato, principalmente perché la Federazione decide la secretazione di tutte le informazioni relative ai Gundam ed all'Operazione Stardust. Uraki e Keith vengono trasferiti in una base in Nordamerica, dove ritrovano Nina e Mora.
Ufficialmente, l'Operazione Stardust non è mai esistita.

## Personaggi
- Aguille Delaz: ammiraglio della flotta del Principato di Zeon, all'indomani della sconfitta nella Guerra di un anno si pone al comando di una flotta di reduci con lo scopo di riprendere la guerra contro la Federazione Terrestre.
- Anavel Gato: luogotenente di Delaz, eccezionale pilota di mobile suit, soprannominato Incubo di Solomon per aver distrutto diverse navi federali nella battaglia di Solomon, al punto da meritarsi già l'immortalità dei testi di storia (come quelli studiati da Uraki e Keith). Svolge un ruolo centrale nell'Operazione Stardust, rubando il Gundam GP02A.
- Kō Uraki: giovane pilota cadetto federale che, suo malgrado, si trova a pilotare il Gundam GP01 e a dare la caccia a Gato. Grande appassionato di tecnologia, se ne intende di mobile suit, un po' meno di donne.
- Nina Purpleton: ingegnere della Anaheim Electronics, l'azienda produttrice di mobile suit che ha realizzato i nuovi Gundam GP federali, già amante di Gato, si lega a Kō Uraki e segue l'equipaggio dell'Albion nel tentativo di fermare Stardust.
- Chuck Keith: giovane pilota cadetto federale, grande amico di Kō ma con un carattere più estroverso. È comunque un buon pilota.
- Eyphar Synaps: ammiraglio federale, comanda la nave Albion. Fedele ai propri principi, arriverà a ribellarsi ai suoi stessi superiori dopo essersi reso conto del cattivo indirizzo da loro preso.
- South Burning: ufficiale veterano con una grande esperienza di pilota, è superiore di Uraki e Keith a Torrington. Ha un carattere severo temprato dal conflitto.
- Nick Orville: spia infiltrata all'Anaheim, è tra i tecnici al seguito di Nina Purpleton. Aiuta Gato ad entrare alla base di Torrington.
- Bernard Monsha: formidabile pilota di mobile suit e grande amico di South Burning, è uno dei tre piloti trasferiti sull'Albion dopo il furto del GP02A. Ama bere e corteggiare le ragazze, ed inizialmente entra in forte competizione con Kō, ma i due sapranno superarla.
- Alpha A. Bate e Chap Adel: formano, con Bernard Monsha, un trio molto affiatato. Spesso lo prendono in giro ma sono amici sinceri, ben disposti a dargli una mano quando si caccia nei guai.
- Mora Bascht: combattiva capo-meccanico dell'Albion e grande amica di Nina, ha un fisico alto e massiccio, ed è pronta a menar le mani quando necessario. Mal sopporta la faccia tosta e le furberie di Monsha.
- Neuen Bitter: ex-ufficiale di Zeon, è a capo della base clandestina in Africa dove Gato trova rifugio. Dimostrando grande fedeltà alla causa di Zeon, lui ed i suoi uomini arriveranno a sacrificarsi pur di permettere la fuga di Gato nello spazio.
- Cima Garahow: cinica e spietata comandante di un manipolo di nostalgici chiamati da Delaz per dargli man forte, è ben lontana dal carattere marziale e puntiglioso di Gato, e tra i due non corre buon sangue.
- O'Sullivan: potente dirigente della filiale Anaheim Electronics a Von Braun City, in segreto ha stretto accordi con Delaz e soprattutto con la Garahow.
- Kelly Layzner: è un brillante meccanico ed esperto ex pilota di Zeon, nonostante abbia un braccio solo. Conosce Uraki e, nonostante la differenza di età, diventano amici. La stima reciproca non verrà meno nemmeno quando si scontreranno, dato che Layzner viene contattato da Cima Garahow per partecipare alla rivolta con il suo mobile armor Val Varo.
- Lucette Audevie: è una ingegnere della Anaheim Electronics e responsabile del progetto Gundam GP03 Stamen.

## Episodi
| Nº | Titolo italiano Giapponese 「Kanji」 - Rōmaji                                    | In onda           | In onda |
| Nº | Titolo italiano Giapponese 「Kanji」 - Rōmaji                                    | Giapponese        |         |
| 1  | Il furto del Gundam 「ガンダム強奪」 - gandamu gōdatsu                           | 23 maggio 1991    |         |
| 2  | Inseguimento senza fine 「終わりなき追撃」 - owari naki tsuigeki                 | 27 giugno 1991    |         |
| 3  | La sortita dell'Albion 「出撃アルビオン」 - shutsugeki arubion                   | 22 agosto 1991    |         |
| 4  | Battaglia nel deserto 「熱砂の攻防戦」 - nessa no kōbō sen                       | 26 settembre 1991 |         |
| 5  | Gundam, verso un mare di stelle 「ガンダム、星の海へ」 - gandamu, hoshi no umi e | 24 ottobre 1991   |         |
| 6  | Il guerriero di Von Braun 「フォン・ブラウンの戦士」 - fon. buraun no senshi     | 21 novembre 1991  |         |
| 7  | Con le splendenti fiamme blu 「蒼く輝く炎で」 - aoku kagayaku honō de            | 20 febbraio 1992  |         |
| 8  | Intrighi nello spazio 「策謀の宙域」 - sakubō no chū iki                         | 23 aprile 1992    |         |
| 9  | L'incubo di Solomon 「ソロモンの悪夢」 - soromon no akumu                        | 21 maggio 1992    |         |
| 10 | Zone di guerra in collisione 「激突戦域」 - gekitotsu seniki                     | 21 giugno 1992    |         |
| 11 | La Vie en Rose 「ラビアンローズ」 - rabianrōzu                                   | 21 agosto 1992    |         |
| 12 | Assalto al punto di non ritorno 「強襲、阻止限界点」 - kyōshū, soshi genkai ten  | 24 settembre 1992 |         |
| 13 | Imperversa la tempesta 「駆け抜ける嵐」 - kakenukeru arashi                      | 24 settembre 1992 |         |